# Круїтні

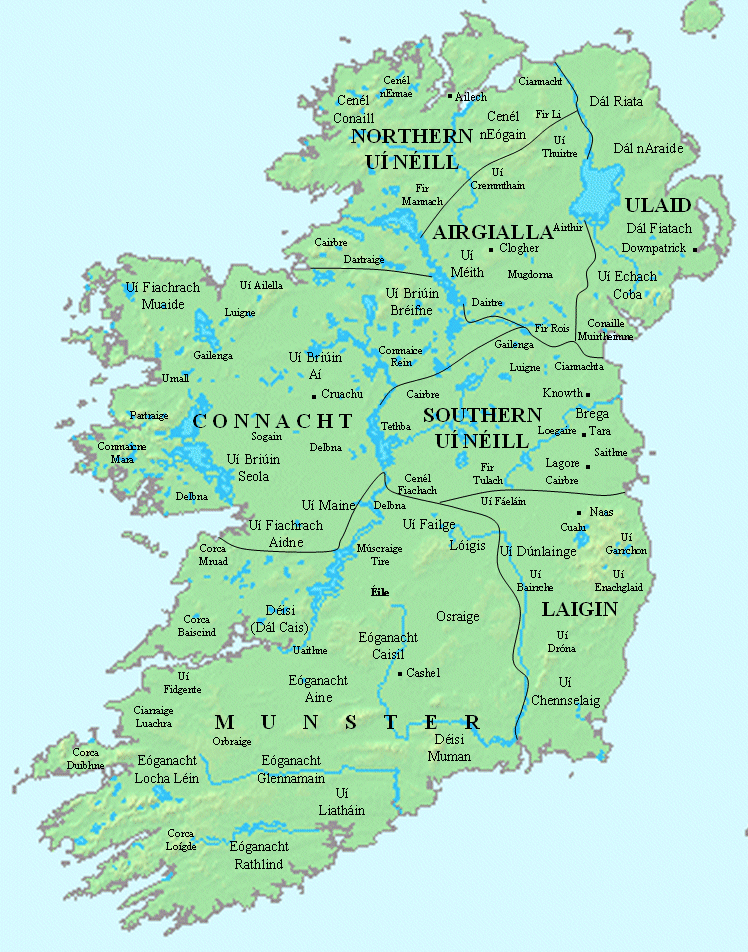
Королівства, племена, клани Ірландії в ранньому середньовіччі.

Круїтні — (ірл. — Cruthin, Cruithnig, Cruithni) — вони ж: круїхні, крухін, круіхін, круіхні, круіхніг, крухен — давній народ, що жив на півночі Ірландії (в сучасних графствах Антрім, Деррі та Даун) як мінімум у I—VIII століттях, а за ірландськими джерелами з 1200 р. до н. е. до 800 р. н. е. Династії їх королів та вождів включені в династії королівства Дал н-Арайді (ірл. — Dál nAraidi), що було розташоване в на півдні нинішнього графства Антрім та вождів клану та королівства Ві Ехах Кобо (ірл. — Uí Echach Cobo), що володіли землями на заході нинішнього графства Даун.
Ранні ірландські джерела чітко розрізняють племена круїтні та улайд (улад) які дали назву королівству, а потім провінції Ольстер (Ульстер, Улад). Хоча родоводи королівства Дал н-Арайді повідомляють, що їхні предки були «істинні улади». Про племмена лойгіс (ірл. — Loígis), що дало назву землі Лаойс (ірл. — Laois) в Ленстері, та Согайн (ірл. — Sogain) з Коннахту теж писали, що вони за походженням теж із круїтні.

## Етимологія
Варіації назв цього племені в давній ірландській мові наступні: Cruthen, Crutheni, Cruthin, Cruthini, Cruthne, Cruthni, Cruithni, Cruithini. Є версія, що ця назва походить від Qritani — видозміненого слова Pritani — брити, британський. Але ця версія викликає багато сумнівів у дослідників.

## Зв'язок з піктами
Ранні ірландські джерела стверджують, що круїтні були племенем піктів, які переселилися з території Альби (нинішньої Шотландії). Крім того, в ранніх шотландських джерелах пікти називалися круїхен (шотл. — Cruithen, Cruithneach), а королівство піктів (Альба) називалось Круїхентуах (шотл. — Cruithentúath). Таким чином дослідники прийшли до висновку, що круїтні та пікти були або одним народом, або близько спорідненими народами. Професор О'Рейлі Т. Ф. (ірл. — T. F. O'Rahilly) вважає, що крітані-прітані були першим народом, що населив Британські острови і що, можливо, цей народ був неіндоєвропейського походження. Можливо, в давній Ірландії словом круїхін позначали всіх жителів острова Британія. Це сумнівно, бо в давніх ірландських скелах, зокрема в скелі «Руйнування дому Да Дерга» чітко розрізняються брити та пікти-круїтні.
Деякі вчені не погоджуються з вищесказаним, вказуючи на те, що в джерелах латинською мовою ніколи не перекладали круїтні як пікти. Професор Даві О'Кронін (ірл. — Dáibhí Ó Cróinín) пише, що «помиляються ті, хто вважає, що круїтні і пікти Шотландії були пов'язані між собою». Професор Кеннет Х. Джексон (ірл. — Kenneth H. Jackson) теж вважає, що круїтні не були піктами. Справді, круїтні неможливо вирізнити археологічно від інших ірландських племен, тоді як археологічні артефакти піктів чітко відрізняють їх від кельтів британських островів. У круїтні не було ніяких пережитків матріархату та особливостей шлюбних звичаїв які були у піктів, круїтні слідували ірландським законом дербфіне (ірл. — derbfhine) щодо успадкування, а не піктським законам успадкування по материнській лінії.

## Круїтні в давніх ірландських джерелах
Найдавніша вказівка про круїтні в Ірландії стосується легенди про верховного короля Ірландії Ерімона (ірл. Érimón, Éiremhón). Джеффрі Кітінг датує час його правління як 1286—1272 роки до н. е., а Чотири Майстри як 1700—1684 роки до н. е. Згідно з легендою, круїтні переселилися в Ірландію з Альби саме за його правління. Сучасними істориками цей король вважається міфічним та легендарним, а це повідомлення не більше ніж легендою. Потім це плем'я неодноразово згадується в різних скелах щодо конфліктів і війн з різними королями і кланами Ірландії.
В епоху раннього середньовіччя круїтні були сильним і войовничим плем'ям на півночі Ірландії. Дубслойт (ірл. Dubsloit) з племені круїтні вбив сина верховного короля Ірландії Діармайта мак Кербайлла (ірл. Diarmait mac Cerbaill) у 555 або в 558 році. Потім король Діармайт був вбитий круїтнями під проводом короля Ольстера Аеда Дуба мак Суїбні (ірл. Áed Dub mac Suibni).
У VI столітті клан північних О'Нейлів (О'Нілів) намагається розширити свої володіння і починає війну з різними королівствами Ірландії, в тому числі і з племенем круїтні. «Літопис Ольстера» повідомляє, що північні О'Нейли (ірл. Uí Néill) перемогли конфедерацію короля круїтні та короля Мойн Дайрі Лохайр (ірл. Móin Dairi Lothair) (це королівство було розташоване в сучасному графстві Деррі) у 563 році. У результаті цього круїтні втрати свою територію між Банн і Мойола (ірл. Bann, Moyola), а також землі в королівстві Айргіалла (ірл. Airgíalla).
Королівство Дал н-Арайде (ірл. Dál nAraide), що було розташоване на землях Рах Мор (ірл. Ráth Mor) — на сході нинішнього графства Антрім управлялось династією з племені круїтні, що походила із землі східна Банн. Найвідоміший король цієї династії — (ірл. Fiachnae mac Báetáin) був королем Ольстера та верховним королем Ірландії. Коли королем цього племені був Конгал Клаен (ірл. Congal Cláen) вони були розгромлені О'Нейлами в битві біля фортеці Дун Кехірнн (ірл. Dún Cethirnn) — між сучасними Лімаваді та Колерайном в 629 році, хоча король Конгал Клаен врятувався. У тому ж році вождь круїтні Маел Кайх (ірл. Mael Caích) переміг Коннада Керра (ірл. Connad Cerr) з королівства Дал Ріада в битві під Фід Еойн (ірл. Fid Eóin). Але в 637 році був укладений союз між Конгалом Клаеном та Домналлом Брекком (ірл. Domnall Brecc) з Дал Ріади. Цей союз того ж року був розгромлений, а Конгал Коен був вбитий Домналлом мак Аедо (ірл. Domnall mac Aedo) з північних О'Нейлів у битві на рівнині Маг Рох (ірл. Mag Roth) — біля сучасного міста Мойра (графство Даун). Цим О'Нейли утвердили своє панування на півночі Ірландії.
У 681 році король Дал н-Арайде Дунгал Ейлні (ірл. Dúngal Eilni) та його союзники були вбиті О'Нейлами. У літописах цю подію назвали «палаючі королі Дун Кехірн (ірл. Dún Cethirnn)». У цей період етнічна назва «круїтні» поступилась назві династії королівства Дал н-Арайде. Літописи повідомляють про війну між круїтні та королівством Ольстер у 668 році. Битва відбулась на місці нинішнього Белфаста.
Востаннє круїтні згадуються в літописах за 773 рік — повідомляється про смерть короля Флахруе мак Фіахраха (ірл. Flathruae mac Fiachrach) — короля круїтні. Потім назва зникає з літописів. Очевидно плем'я поступово розчинилося серед ірландців.

## Легенда
«Хроніка піктів» називає першого короля піктів Круїдне філіус Кінге (лат. — Cruidne filius Cinge) — Круїдне син Кінге. Його сім синів були володарями наступних земель:
- Кейт (Cait) — володів землями, розташованими у сучасному Кейтнесса і Сазерленд.
- Ке (Ce) — володів землями, розташованими в сучасному Мар і Бьюкен.
- Кіркінн (Circinn) — володів землями у сучасному Ангус і Мернс.
- Фіб (Fib) — володів землями у сучасному Файф, який відтоді відомий як «Королівство Файф».
- Фідах (Fidach) — місце володінь не відомо.
- Фотла (Fotla) — володів землями у сучасному Атолл (Ат-Фотла).
- Фортіу (Fortriu) — володів землями у сучасному Моррей.

## Круїтні у сучасній культурі
Деякі сучасні протестантські діячі в північній Ірландії — так звані «юніоністи», наприклад, Ян Адамсон (ірл. — Ian Adamson) знаходять в племені круїтні основу для свого сепаратизму і спорідненість з Великою Британією. Це, звісно, є містифікацією і вигадкою — круїтні складали тільки невелике плем'я в Ольстері, більшість населення якого складали ірландці — давні аборигени острова. Крім того, сучасні шотландці виникли як народ від ірландського племені скоттів, які переселились в Каледонію (Альбу) і винищили піктів — коріне населення, яке тільки гіпотетично було споріднене з круїтні. Залишки самих круїтні в Ірландії змішалися і були повністю асимільовані ірландцями. Сепаратизм в Ольстері має чисто релігійний, а не етнічний фундамент: юніоністи є протестантами, а прихильники незалежності Ірландії — католиками. На честь племені круїтні був названий астероїд 3753.